# Abdelaziz Sanqour
Abdelaziz Mohamed Sanqour Qambar Mubarak Al Mazam (Sharjah, 7 maggio 1989) è un calciatore emiratino, difensore dell'Al-Nasr.

## Carriera

### Club
Ha sempre giocato nella prima divisione emiratina.

### Nazionale
Nel 2009 ha partecipato ai Mondiali Under-20.
Ha partecipato ai Giochi Olimpici di Londra 2012, scendendo in campo in tutte e 3 le partite disputate dalla sua nazionale senza mai segnare. Il 5 gennaio 2013 fa il suo esordio in nazionale, nella partita vinta per 3-1 contro il Qatar in Coppa del Golfo.
Successivamente, nel 2015 ha partecipato alla Coppa d'Asia.
In carriera ha totalizzato complessivamente 42 presenze ed un gol in nazionale.

## Palmarès

### Club

#### Competizioni nazionali
- Campionato emiratino: 2

Al-Ahli: 2013-2014, 2015-2016
- Coppa del Presidente degli Emirati Arabi Uniti: 3

Al-Ahli: 2012-2013, 2018-2019, 2020-2021
- Coppa di Lega emiratina: 4

Al-Ahli: 2013-2014, 2016-2017, 2018-2019, 2020-2021
- Supercoppa degli Emirati Arabi Uniti: 4

Al-Ahli: 2013, 2014, 2016, 2020

### Nazionale
- Giochi asiatici

2010
- Coppa delle nazioni del Golfo

2013